# Ruisseau Courbé
Le ruisseau Courbé est un cours d'eau du territoire non organisé du Lac-Normand et de la Rivière-de-la-Savane, dans la municipalité régionale de comté de Mékinac, dans la région administrative de la Mauricie, au Québec, au Canada.

## Géographie
Le ruisseau Courbé est situé en région forestière à l'ouest de la rivière Saint-Maurice et au nord de la rivière Matawin. La partie supérieure de son parcours (jusqu'au Petit lac Régis) est administré par la Réserve faunique du Saint-Maurice.
Les principaux bassins versants voisins du ruisseau Courbé sont :
- à l'ouest : ruisseau Spectacle, rivière des Aigles, crique Philippe.
- à l'est : ruisseau du Castor Noir (partie supérieure), ruisseau Brown, décharge du lac Nature.

Le lac Savane (long de 0,85 km orienté vers le sud-est ; altitude de 501 m) constitue le lac de tête du ruisseau Courbé ; son embouchure est située au fond de la pointe sud-est du lac. De là, le courant coule sur 0,83 km vers le sud-est pour se déverser dans la pointe nord-ouest du lac Courbé (long de 2,6 km ; altitude de 488 m). Ce lac reçoit les eaux de trois petits ruisseaux. Son embouchure est située au sud du lac. De là, le courant coule vers le sud-est sur 2,45 km en traversant cinq petits lacs, pour aller se déverser dans la baie au nord-ouest du lac du Bihoreau (long de 0,42 km ; altitude : 412 m) que le courant traverse. Ce lac comporte une zone marécageuse du côté ouest. Il reçoit les eaux d'un ruisseau venant de trois lacs du côté nord-ouest.
De là, le courant poursuit sa course vers le sud-est sur un segment de 100 m, puis va traverser le "Petit lac Régis" (long de 0,74 km ; altitude : 410 m) sur 0,63 km. Puis le courant descend sur un segment de 0,73 km vers le sud-est pour aller rejoindre le lac Régis (long de 3,25 km ; altitude : 397 m) que le courant traverse du nord au sud. La forme du lac ressemble à une dinde vue de profil et regardant vers l'est, car elle comporte une longue baie au nord et une autre au sud.
À partir du barrage aménagé à l'embouchure du lac Régis, le courant descend sur 2,1 km vers le sud-ouest jusqu'à la décharge venant du nord du lac Trépied. Puis le courant descend sur 3,7 km en contournant du côté ouest une montagne de 474 m, jusqu'à la jonction avec la décharge du lac Lessard. Puis le courant franchit un dernier segment de 1,6 km vers le sud-est pour se déverser sur la rive nord de la rivière Matawin, face au Parc national de la Mauricie.

## Toponymie
Le toponyme ruisseau Courbé porte bien son nom, ayant la forme d'une banane ouverte vers l'ouest.[réf. nécessaire]
Le toponyme ruisseau Courbé a été officialisé le 5 décembre 1968 à la Banque des noms de lieux de la Commission de toponymie du Québec.